# Хор-Факкан
Хор-Факкан (араб. خورفكان) — місто в еміраті Шарджа в Об'єднаних Арабських Еміратах на березі Аравійського моря, в історичній області Шамайлія. Є другим за розміром у еміраті та на східному узбережжі ОАЕ. За переписом населення 2015 року в місті мешкала 39151 особа.
Місто розташоване у бухті Оманської затоки. Територія навколо Хор-Факкану утворює ексклав, відокремлений від основної території емірату Шарджа. Вона оточена з півночі й півдня еміратом Фуджайра, а на південному заході межує з ексклавом Оману Мадха.
Має порт та низку пляжів навколо.

## Історія

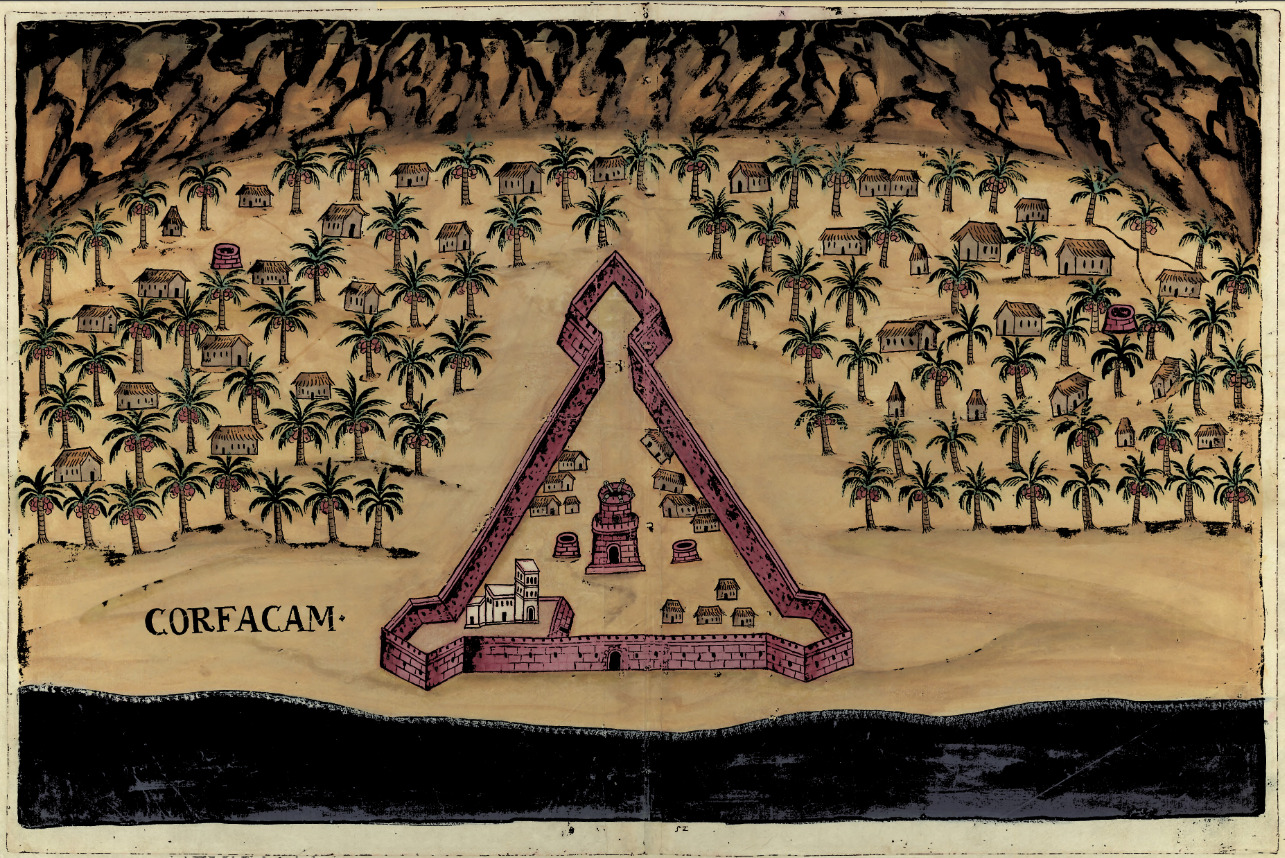
Португальський форт у Хор-Факкані, гравюра 1635 року

Хор-Факкан вперше згадується в спогадах арабського мандрівника Ібн Баттути в 1330 році як поселення зі струмками та садами. У 1507 році місто знищив і спалив португальський адмірал Афонсу де Албукерке, надалі воно перебувало під португальським контролем та платило їм данину до кінця XVI століття. Також там мешкала велика колонія купців з Гуджарату. Під час атаки португальців на узбережжя Шамайлії 1624 року сюди відступили арабські й перські війська. Остаточно португальці втратили Хор-Факкан у 1647 році.
У 1737 році в порту зупинялися війська Надер Шаха під час Оманських війн 1737-1744 років.
Наприкінці XVIII століття місто належало то правителям Оману, то династії Аль-Кавасім. 1850 року місцевий шейх Саїд Кайс разом з шейхом Шарджі Султаном бін Сакром атакував і захопив Хор-Факкан, який перейшов до Шарджі.

## Населення
У 1835 році Хор-Факкан був невеликим містечком з приблизно 400 мешканцями, які платили данину імаму Маската. У 1908 році в Хор-Факкані було приблизно 150 будинків з 800 мешканцями арабського («накбіїни») походження та арабізованих іранців. Навколо міста було 5 тисяч фінікових пальм, а в порту перебувало 7 кораблів та 4-5 прибережних суден.
За переписом населення 2015 року в місті мешкала 39151 особа

## Транспорт
Через місто проходить автомобільна дорога E-99 вздовж узбережжя, яка на півночі поєднує його з Діббою, а на півдні з Фуджайрою та Кальбою. Інша дорога, що прямує на захід через гори, з'єднує Хор-Факкан зі столицею емірату Шарджею. Для прискорення сполучення побудовано нову трасу з 5 тунелями.
Регулярні автобусні рейси пов'язують Хор-Факкан з Шарджею та Дубаєм.
У місті розташовано великий вантажний та круїзний порт.

## Культура й спорт
У Хор-Факкані існує історичний музей, розташований у відбудованому 2019 року форті, копії будівлі 1950-х років, що розташовувалася неподалік.
Місто представляє футбольний клуб Хор-Факкан, домашньою ареною якого є стадіон імені Сакра бін Мохаммада аль-Кассімі.